# Escodra (distrito)
Escodra (em albanês: Rrethi i Shkodrës) é um dos 36 distritos da Albânia localizado no norte do país, na prefeitura de Escodra. Sua capital é a cidade de Escodra.